# ティーン・エージェント
『ティーン・エージェント』 (If Looks Could Kill) は、1991年のアメリカ映画。リチャード・グリエコの初主演映画である。
日本ではビデオスルーされた。

## あらすじ
落ちこぼれ高校生のマイケルは単位取得のためにフランス旅行を義務付けられ、渋々フランスへ行くことになるが、降り立った空港で自分と同姓同名の諜報部員と間違えられ、命を狙われる羽目になる。さらに、「教師」というコードネームのために引率の教師まで巻き込まれ、混乱を極めていく。しかし根っからのお調子者であったマイケルは、ハイテク兵器を搭載したスーパーカーに目が眩み、スパイに成りすましてしまう。

## キャスト
| 役名               | 俳優                   | 日本語吹替                                                              | 日本語吹替 |
| 役名               | 俳優                   | VHS版                                                                   |            |
| ------------------ | ---------------------- | ----------------------------------------------------------------------- | ---------- |
| マイケル・コーベン | リチャード・グリエコ   | 中村大樹                                                                |            |
| マリシュカ         | ガブリエル・アンウォー | 横山智佐                                                                |            |
| イルザ             | リンダ・ハント         | 堀絢子                                                                  |            |
| ステランコ         | ロジャー・リース       | 鈴置洋孝                                                                |            |
| グローヴァー先生   | ロビン・バートレット   | 鵜飼るみ子                                                              |            |
| その他             |                        | 小杉十郎太 火野カチコ 山口勝平 西原久美子 西村知道 麦人 速見圭 古田信幸 |            |
|                    |                        |                                                                         |            |
| 演出               |                        | 大西桂太                                                                |            |
| 翻訳               |                        | 秋元良介                                                                |            |
| 調整               |                        | 田中英行                                                                |            |
| 録音               |                        | タバック                                                                |            |
| プロデューサー     |                        | 小川政弘                                                                |            |
| 制作               |                        | ワーナー・ホーム・ビデオ ジャパン・オリジナル・テクニック               |            |

## スタッフ
- 監督：ウィリアム・ティア―
- 脚本：ダレン・スター
- 制作：クレイグ・ザダン、ニール・メロン
- 製作総指揮：エリオット・シック
- 撮影：ダグラス・ミルサム
- 音楽：デビッド・フォスター
- 編集：ジョン・F・リンク